# Call of Duty: Modern Warfare 2
Call of Duty: Modern Warfare 2 é um jogo eletrônico de tiro em primeira pessoa desenvolvido pela Infinity Ward e distribuído pela Activision para as plataformas Microsoft Windows, PlayStation 3 e Xbox 360. Anunciado oficialmente em 11 de fevereiro de 2009, foi lançado mundialmente em 10 de novembro de 2009.
É o sexto lançamento relacionado à série Call of Duty, sendo uma sequência direta de Call of Duty 4: Modern Warfare, trazendo uma continuação da história desenvolvida em seu predecessor. Foi lançado em conjunção com dois outros jogos da série: Call Of Duty: Modern Warfare: Mobilized, para Nintendo DS, e Call of Duty: Modern Warfare: Reflex, uma versão portátil de Call of Duty 4 adaptada pela Treyarch para o console Wii.
O jogo é situado cinco anos após os eventos em Call of Duty 4. O modo campanha é dividido entre o grupo contra-terrorista multi nacional Task Force 141, que tem a missão de eliminar o ultranacionalista Vladimir Makarov, e uma tropa de Rangers, com a tarefa de defender os Estados Unidos de uma invasão russa. Entre os cenários do jogo estão o Afeganistão, o Rio de Janeiro, a Sibéria e Washington D.C..
Modern Warfare 2 foi aclamado pela crítica especializada, obtendo uma média de 94% de aprovação no Metacritic, com os elogios direcionados principalmente a seu complexo componente multiplayer. Em suas primeiras 24 horas de lançamento, o jogo vendeu aproximadamente 4.1 milhões de cópias ao redor do mundo em um único dia e arrecadando US$ 401 milhões de dólares.
Segundo o Guinness World Records, Modern Warfare 2 teve o lançamento mais bem sucedido de todos os tempos na indústria do  entretenimento (até 2013), batendo o recorde de vendas no primeiro dia, pertencente até então a Grand Theft Auto IV.

## Jogabilidade

### Campanha
Similiar a versões anteriores da série Call of Duty, o jogador assume o papel de diferentes personagens durante a campanha single player, mudando de perspectiva de acordo com a evolução da história.
Cada missão apresenta uma série de objetivos que são mostrados na tela do jogo, determinando a direção e a distância de tais objetivos. As tarefas variam em cada missão, como o jogador alcançar um determinado checkpoint, eliminar inimigos em locais específicos, permanecer em um local para defender um objetivo ou plantar cargas explosivas em instalações inimigas. O jogador é acompanhado por tropas aliadas, que não podem receber ordens. Laptops que contém dados de inteligência inimiga aparecem durante as fases, e devem ser coletados para ativar diversos extras no jogo.

## Sinopse

### Personagens
Durante a campanha single-player, o jogador controla cinco personagens diferentes de uma perspectiva em primeira pessoa. Durante a maior parte do jogo, assume-se o papel do Primeiro Sargento Gary "Roach" Sanderson, membro de um grupo de operações especiais multi nacional conhecido como Task Force 141. O jogador entretanto começa como o primeiro-soldado raso Joseph Allen, um Ranger do exército americano estacionado no Afeganistão que posteriormente torna-se um agente secreto da CIA sob o codinome de "Alexei Borodin". O soldado James Ramirez, membro do 75° Regimento de Rangers estacionado nos Estados Unidos, serve como o personagem jogável durante a defesa da costa leste dos Estados Unidos contra uma invasão russa. "Soap" MacTavish retorna como personagem não-jogável durante a maior parte de Modern Warfare 2, situação que é revertida nas últimas três missões. Nos cinco anos que se passaram desde Call of Duty 4, ele foi promovido ao posto de capitão no Serviço Aéreo Especial, e agora comanda grande parte da Task Force 141 e suas operações de campo, agindo como oficial superior de Sanderson. O jogador também assume brevemente o papel de um astronauta anônimo na Estação Espacial Internacional durante uma AVE, momentos antes da destruição da estação.
Diversos personagens não-jogáveis desempenham papéis proeminentes na história. Como mencionado, o capitão MacTavish aparece durante grande parte do jogo e serve como mentor e oficial superior de Roach (papel similar ao desempenhado pelo Capitão Price em relação a MacTavish em Call of Duty 4). O próprio Capitão Price também retorna para ajudar a Task Force 141 depois que MacTavish, Roach e outros soldados o resgatam de um gulag russo. Outro integrante principal da equipe é Simon "Ghost" Riley, que cobre seu rosto com uma balaclava pintada com uma caveira. O sargento Foley, inicialmente líder do esquadrão de Rangers de Joseph Allen no Afeganistão, com o desenvolver da história torna-se líder do esquadrão de James Ramirez nos Estados Unidos. Nikolai, o informante russo de Call of Duty 4, retorna como um piloto mercenário para auxiliar a Task Force 141 em diversas ocasiões. O general Shepherd é o comandante tanto da Task Force 141 quanto dos Rangers, tornando-se o principal antagonista ao trair os integrantes da Task Force perto do fim do jogo. O terrorista ultranacionalista Vladimir Makarov, antigo aliado de Imran Zakhaev (o vilão de Call of Duty 4), serve como o principal antagonista durante grande parte da história.

### Enredo
Modern Warfare 2 começa cinco anos depois da conclusão de Call of Duty 4. Apesar dos esforços dos Marines e da SAS, os Ultranacionalistas acabaram conseguindo o controle da Rússia, declarando Imran Zakhaev um herói e mártir, erguendo na Praça Vermelha uma estátua em sua homenagem. Enquanto isso, Vladimir Makarov, um dos antigos tenentes de Zakhaev, começa uma campanha contra a Europa, cometendo vários atos de terrorismo.
O jogo começa no Afeganistão, com o primeiro-soldado raso dos Rangers Joseph Allen ajudando a tomar uma cidade do controle dos insurgentes. Impressionado com as habilidades de combate de Allen, o general Shepherd recruta-o para fazer parte da Task Force 141, uma unidade contra-terrorista multinacional sob seu comando. Enquanto isso, dois integrantes da Task Force 141, o capitão "Soap" MacTavish e o Primeiro Sargento Gary "Roach" Sanderson, escalam uma montanha do Tian Shan para se infiltrar em uma base aérea do Cazaquistão e recuperar um módulo ACS de um satélite derrubado. Allen é posteriormente enviado em uma missão secreta para a CIA na Rússia sob o codinome de "Alexei Borodin", unindo-se a Makarov em um massacre de civis no Aeroporto Internacional Zakhaev em Moscou. Na conclusão do ataque é revelado que Makarov está ciente da identidade de Allen, e antes de fugir ele o mata para expor sua identidade, levando as autoridades russas a acreditar que os Estados Unidos foram responsáveis pelo atentado.
Indignada pelo que acredita ser um ato terrorista orquestrado pelos EUA, a Rússia retalia lançando um gigantesco ataque surpresa contra os Estados Unidos depois de ultrapassar seus primeiros sistemas de alerta, revelando que o módulo ACS recuperado por MacTavish e Sanderson já havia sido decodificado, comprometendo a defesa do país. É iniciada a 3° Guerra Mundial. O sargento Foley lidera seu esquadrão de Rangers, incluindo o soldado James Ramirez, na defesa de um subúrbio no nordeste de Virginia contra o ataque russo. Eles então seguem para uma Washington devastada pela guerra, onde mais forças americanas lutam uma batalha desesperada contra os russos pelo controle da capital do país.
Enquanto isso, a Task Force 141 começa a busca por evidências que incriminem Makarov como o planejador do massacre no aeroporto. As pistas levam ao Rio de Janeiro, onde a Task Force investiga um contato de Makarov, o contrabandista de armas Alejandro Rojas. Descobre-se então que o principal inimigo de Makarov está aprisionado em um gulag russo a oeste de Petropavlovsk, na Península de Kamchatka. Como consequência, a Task Force 141 ataca a prisão e consegue libertar o prisioneiro, que acaba por ser o capitão Price. Price concorda em ajudar a rastrear Makarov, posteriormente ignorando as ordens de Shepherd e passando a agir por conta própria, levando a Task Force 141 a atacar um porto russo e tomar controle de um submarino nuclear. Price usa o submarino para lançar um míssil balístico intercontinental contra Washington, o programando para explodir na atmosfera, destruindo a Estação Espacial Internacional, mas poupando a cidade de ser completamente arrasada. O pulso eletromagnético resultante inutiliza os veículos e equipamentos eletrônicos tanto das forças americanas quanto das russas. Ramirez e seu esquadrão descobrem então que a Força Aérea, pensando que os russos tomaram a cidade, planeja uma série de ataques aéreos; a única maneira de abortar a operação é acender foguetes de sinalização no topo da Casa Branca (no jogo sempre referida como "Whiskey Hotel", códigos das letras "W" e "H" — de "White House" — no alfabeto fonético da OTAN) e outros prédios importantes que estão sob controle russo. Ramirez e seu esquadrão lutam para chegar ao telhado da Casa Branca e conseguem acender os foguetes no último instante, evitando o ataque aéreo. Fogos de sinalização são acesos em outros pontos da capital, indicando que a cidade voltou a ser controlada pelos americanos.
Reduzindo os esconderijos de Makarov a dois locais distintos, a Task Force 141 decide separar suas forças. Os capitães Price e MacTavish viajam para um cemitério de aviões no Afeganistão, enquanto Roach e Ghost atacam uma casa-forte na Cordilheira do Cáucaso. A equipe consegue obter informações vitais de inteligência nos computadores inimigos, mas ao alcançarem o ponto de resgate, Ghost e Sanderson são traídos e assassinados por Shepherd, que rouba as informações para fazer parecer que foi ele o responsável por sua aquisição. Enquanto isso, Price e MacTavish ficam cientes da traição de Shepherd ao escaparem de uma armadilha com a ajuda de Nikolai. Depois de conseguir contactar Makarov e descobrir a localização de Shepherd, Price e MacTavish decidem se vingar em uma última e suicida missão. Durante sua invasão Shepherd tenta escapar, dando início a uma longa perseguição de bote.
Shepherd parece ter escapado quando é resgatado por um helicóptero Sikorsky MH-53. No entanto, Price consegue derrubar a aeronave a tiros momentos antes dele e MacTavish serem engolidos por uma cachoeira. Após se recuperar da queda e do quase afogamento, MacTavish, gravemente ferido, saca sua faca e vai até a aeronave abatida. Ele mata os dois pilotos e persegue Shepherd. Ao tentar atingir Shepherd, este bloqueia o ataque, toma a faca e o golpeia. O general prepara-se para executá-lo com seu revólver, enquanto se lembra da bomba nuclear que vitimou 30 000 de seus soldados 5 anos antes, mas é atacado por Price. Os dois começam a lutar, enquanto MacTavish esforça-se para arrancar a faca de seu tórax. Ele finalmente consegue, aponta a faca em direção a Shepherd e a lança, matando-o. A tela começa a escurecer, dando a entender que Soap achava que Price morreria na luta contra Shepherd e começa a sucumbir a seus ferimentos, quando ele vê Price acordar e ir em sua direção. Price tenta tratar os ferimentos de MacTavish, enquanto Nikolai chega de helicóptero para resgatá-los. Ele avisa que os dois serão perseguidos, mas Price insiste que MacTavish receba atendimento médico. Nikolai então menciona que conhece um lugar seguro para ir.

## Vendas
De acordo com relatórios de vendas preliminares da Activision, aproximadamente 4.7 milhões de cópias de Modern Warfare 2 foram vendidas nos Estados Unidos e Reino Unido nas primeiras 24 horas de seu lançamento. O lucro total do primeiro dia de vendas nos EUA e Reino Unido foi de 310 milhões de dólares, fazendo de Modern Warfare 2 o maior lançamento de um item de entretenimento na história, superando (em ganhos) Call of Duty 4 e Grand Theft Auto IV, assim como outros produtos de mídias diferentes. Após cinco dias de vendas, o jogo havia alcançado um lucro mundial na ordem de 550 milhões de dólares.
Em 18 de janeiro de 2010, a marca de 1 bilhão de dólares em vendas foi superada.
A Activision também afirma que Modern Warfare 2 teve 8 milhões de usuários online nos primeiros cinco dias após o lançamento, constituindo o maior "exército" de jogadores no mundo.
De acordo com o NPD Group, Modern Warfare 2 vendeu aproximadamente 4.2 milhões de unidades para Xbox 360 e 1.87 milhão de unidades para Playstation 3 nos EUA durante o mês de novembro de 2009. No Japão, Modern Warfare 2 vendeu 64,000 cópias para Playstation 3 e 42,000 cópias para Xbox 360 em sua primeira semana de lançamento. Posteriormente esse número subiu para 117,000 cópias para Playstation 3 e 61,000 para Xbox 360, antes de alcançar 180,000 cópias para ambas as plataformas.

## Pirataria
A popularidade do jogo também refletiu na quantidade de cópias ilegais disponibilizadas em sites de BitTorrent. Foram registradas 4.1 milhões de downloads da versão para PC, além de 970,000 para Xbox 360, fazendo deste o jogo mais pirateado de ambas as plataformas em 2009.

## Versão remasterizada
Call of Duty: Modern Warfare 2 Campaign Remastered, uma versão visualmente atualizada do original, foi lançada para PlayStation 4 em 31 de março de 2020, e para Xbox One e Microsoft Windows em 30 de abril de 2020. Inclui apenas o modo campanha sem componentes multijogador e Spec Ops; quando comprados, os jogadores desbloqueiam vários itens cosméticos em Call of Duty: Modern Warfare de 2019 e Call of Duty: Warzone de 2020. A remasterização apresenta modelos e arte aprimorados, juntamente com cutscenes refeitas com nova captura de movimento, bem como um pipeline de pós-processamento renovado e suporte HDR. Foi desenvolvido em uma versão mais avançada do motor da Sledgehammer Games de Call of Duty: Advanced Warfare com modificações da Beenox. No Metacritic, as versões para PlayStation 4 e PC da remasterização têm uma pontuação média ponderada de 71 em 100, indicando "análises mistas ou médias".